# São João Baptista (Ribeira Grande de Santiago)
São João Baptista és una freguesia (parròquia civil) de Cap Verd. Cobreix la part occidental del municipi de Ribeira Grande de Santiago, a l'Illa de Santiago. La seu és a Porto Mosquito.

## Subdivisions
La freguesia consta dels següents assentaments, amb població segons el cens de 2010:
- Achada Loura (pop: 403)
- Alfaroba (pop: 67)
- Beatriz Pereira (pop: 66)
- Belém (pop: 382)
- Chã de Igreja (pop: 210)
- Chã Gonçalves (pop: 169)
- Chuva Chove - deshabitat
- Delgado - deshabitat
- Mosquito da Horta (pop: 118)
- Pico Leão (pop: 572)
- Porto Gouveia (pop: 534)
- Porto Mosquito (pop: 819)
- Santa Ana (pop: 957)
- Santa Clara (pop: 5)
- Tronco (pop: 166)